# تشارلي هوفمان (لاعب غولف)
تشارلي هوفمان (بالإنجليزية: Charley Hoffman)‏ هو لاعب غولف أمريكي، ولد في 27 ديسمبر 1976 في سان دييغو في الولايات المتحدة.

## وصلات خارجية
- الموقع الرسمي
- تشارلي هوفمان على موقع رابطة لاعبي الغولف المحترفين (الإنجليزية)
- تشارلي هوفمان على موقع التصنيف العالمي الرسمي للغولف (الإنجليزية)